# Verbascum delphicum
Verbascum delphicum är en flenörtsväxtart som beskrevs av Pierre Edmond Boissier och Heldr.. Verbascum delphicum ingår i släktet kungsljus, och familjen flenörtsväxter. Inga underarter finns listade i Catalogue of Life.